# 石井英明
石井 英明（いしい ひであき、1968年2月9日 - ）は、日本の俳優、声優。演劇集団 円所属。新潟県西蒲原郡吉田町（現:新潟県燕市）出身。

## 来歴
中学生の頃、相米慎二監督の映画『ションベン・ライダー』の最終選考まで残ったことを機に俳優を志す。
新潟県立巻高等学校卒業後上京。大学中退の後、円・演劇研究所に入所。以降、所属する演劇集団 円の公演をはじめとして外部の舞台やテレビドラマに多数出演している。2009年にはウィリアム・シェイクスピアの戯曲『ペリクリーズ』でタイトルロールを務め、オーストリア、ルーマニア、ブルガリア、ハンガリーでの海外公演を成功させた。

## 人物
声種はハイバリトン。趣味・特技はテニス、バイク、新潟弁。資格は普通自動車免許、自2免許。

## 出演

### 舞台
- ハムレット
- モービィ・ディック
- わが師・わが街
- マイフェアレディー・イライザ
- 十二夜
- 三人姉妹
- 桜の園
- 隣りの男
- 光る時間 - とき
- から騒ぎ
- マルフィー公爵夫人
- あいにゆくから
- アナザー・カントリー
- シラノ・ド・ベルジュラック
- 天守物語
- 悲劇フェードル
- バルコン
- アフター・スクール
- 光のあと
- イノセント
- 3/3 サンブンノサン
- ストリップ
- ヒトガタ
- 旧歌
- 東風
- ペリクリーズ　2009年9月 ルーマニア/ブルガリア/ハンガリー/オーストリア/東京で公演
- BENT（2016年7月9日 - 24日、世田谷パブリックシアター、他） - 収容所の大尉 役[7]
- 繻子の靴 - 四日間のスペイン芝居 -（2016年12月10日 - 11日、京都芸術劇場 春秋座） - ロドリッグ 役[8]
- 妖怪アパートの幽雅な日常（2019年1月11日 - 27日、紀伊國屋サザンシアター TAKASHIMAYA） - 博 役（端役と兼務）
- 演劇集団 円『グレンギャリー・グレンロス』（2023年11月21日 - 26日、俳優座劇場）[9]

### テレビドラマ
- 前畑がんばれ - 兵藤正時
- 大岡越前（第14部 22話）
- 水戸黄門（第32部 第2話、第38部 第21話）
- 南町奉行事件帖 怒れ!求馬 II（第11話）
- 銭形平次（第7シリーズ第5話）
- よろずや平四郎活人剣 - 仙吉
- 相棒
  - season5 第15話「裏切者」（2007年1月31日） - 林進 役
  - season6 第16話「悪女の証明」（2008年2月20日） - 藤竹清英 役
- 輪舞曲 - 佐倉圭介
- 新・科捜研の女 (第7シリーズ第5話、第8シリーズ第5話） - 風丘洋二
- サギ師リリ子（第36話〜40話） - 川松英章
- コンカツ・リカツ（第4話）
- ママはニューハーフ（第36話〜40話） - 金山敬介
- MR.BRAIN（第6話）
- オルトロスの犬（第2話） - トモキの父
- 町奉行日記
- 忠臣蔵〜決断の時 - 岡島八十右衛門
- 竜馬がゆく
- 寧々〜おんな太閤記 - 片桐且元
- 李香蘭 - 根岸寛一
- 鹿鳴館
- 今夜は営業中!
- 骨壺を抱く二人の女
- 浅見光彦シリーズ21 平家伝説殺人事件
- 旅行作家・茶屋次郎7 天竜川連続殺人事件
- 温泉若おかみの殺人推理19
- 家政婦は見た!ファイナル
- 九門法律相談所9
- 監察医・室生亜季子29 - 中村署長
- 新・科捜研の女 第4シリーズ（第4話）
- 鬼平犯科帳スペシャル 高萩の捨五郎（2010年） - 戸田伊織
- 外科医 須磨久善
- 鉄道警察官・清村公三郎7 - 富岡剛
- 司法教官・穂高美子1（2011年） - 白木裕一
- 塚原卜伝 - ト部吉川常賢
- 忠臣蔵〜その義その愛 - 菅谷半之丞
- 水曜ミステリー9（テレビ東京）
  - ガンリキ 警部補・鬼島弥一 第2作「迷走した殺意！女を騙す疑惑のセレブ殺人事件！」（2012年11月14日） - 西山高次 役
  - 軽井沢駐在犬日誌（2015年11月4日） - 井岡裕二 役
- 最強のふたり〜京都府警 特別捜査班〜（最終話） - 継原雅治
- 黒薔薇 刑事課強行犯係 神木恭子（2017年） - 神木祐介
- やすらぎの刻〜道（2019年） - 坂上部長 役
- 警視庁・捜査一課長（2020年） ‐ 今田宗作
- ホテルマン東堂克生の事件ファイル〜日光鬼怒川温泉殺人事件〜（2023年） - 八木下陽介 役[10]
- 刑事7人 SEASON9（2023年）

### 映画
- すずらん - 刑事

### 特撮
- ウルトラシリーズ
  - ウルトラマンネクサス - TLT医師
  - ウルトラマンマックス - 宇野一馬
  - ウルトラギャラクシー大怪獣バトル - アトウ

### CM
- Takara loves you キッチン篇（タカラスタンダード）
- トヨタ・エスティマ（トヨタ自動車）
- 日立フローラ（日立）
- Prius（日立）
- リアップ 本気篇（大正製薬）
- リブレット（東芝）

### テレビアニメ
- 名探偵コナン（1997年） - 堀田浩一
- よみがえる空 -RESCUE WINGS-（2006年） - 田中正勝

### 劇場アニメ
- 茄子 アンダルシアの夏（2003年） - ボロン

### 吹き替え
- WITHOUT A TRACE/FBI 失踪者を追え!
- ストーン・コールド -影に潜む-
- ミス・マープル4 ポケットにライ麦を（ビビアン・デュボア）

### ラジオドラマ
- NHK-FM モンテ・クリスト伯
- NHK-FM プラハの春
- NHK-FM マルスへの旅
- TBSラジオ 三国志
- NHK-FM リバイバル

### Web
- 演じ続ける男 俳優 石井英明 モッテコ書店 （2008年2月28日）